# 小米手机5s Plus
小米手机5s Plus是中国通讯设备生产商小米科技于2016年9月27日在北京国家会议中心发布的一款Android智能手机，为一同发布的小米手机5s的大屏衍生机型。开发代号为Natrium，意为金属钠。代工生产方为英华达（南京）科技有限公司。

## 设计及配置
小米手机5s Plus使用了和红米Pro、小米手机5s相同的金属拉丝设计（玫瑰金版本为喷砂设计），但上下天线部分并未采用金属一体化设计，而是采用了塑料贴片盖板。颜色方面则发布了拉丝金色、拉丝深灰、拉丝银白和玫瑰金四种颜色，后追加了雅黑色的版本。
小米手机5s Plus不同于小米手机5s，搭载了后置按压的电容式指纹识别器。识别器的位置则位于摄像镜头的下方。
小米手机5s Plus是小米科技第一款搭载双摄像头的小米手机，采用了双1300万像素彩色+黑白组合的镜头模组，但与小米手机5s一同取消了在小米5上搭载的四轴光学防抖。处理器方面则使用了性能版的骁龙821（MSM8996 Pro），采用了4GB/6GB的RAM和64GB/128GB的ROM。
小米手机5上搭载的NFC、红外发射口、气压计等功能均得到了保留。

## 争议
- 小米手机5s Plus的后置指纹及非金属一体化设计被众多网友吐槽，有科技媒体甚至表示“简单对比小米5s和小米5s Plus，我们很难相信它们是一个系列的机型。”[1]命名为小米手机5s的Plus版本，但外观和设计上却几乎没有任何相同点，是小米手机5s Plus争议最大的地方。
- 小米手机5s Plus的双摄像头成像素质相对于小米手机5和小米手机5s而言下降明显，法国知名图像评测媒体DXO Mark给小米手机5s Plus评分为78分，其中静态图像得分80分，视频得分74分[2]。
- 小米手机5s Plus上市时未开通基于NFC的公交卡模拟服务引得网友吐槽[3]，且由于系统调度原因，在游戏等高负载场景下卡顿感较为明显。